# Alfred H. Rzeppa
Alfred Hans Rzeppa (1885–1965) était un ingénieur travaillant chez Ford qui a inventé un joint homocinétique en 1926 qui porte son nom: le joint de Rzeppa ou joint à six billes. Il en proposa une amélioration en 1936.
Son joint utilise six billes, qui roulent dans des rainures internes et externes, de manière à assurer une transmission de vitesse constante, quel que soit l'angle de travail du joint. Le joint fonctionne donc comme un engrenage conique, les billes assurant le rôle de denture.